# Орлівщанські дубові насадження

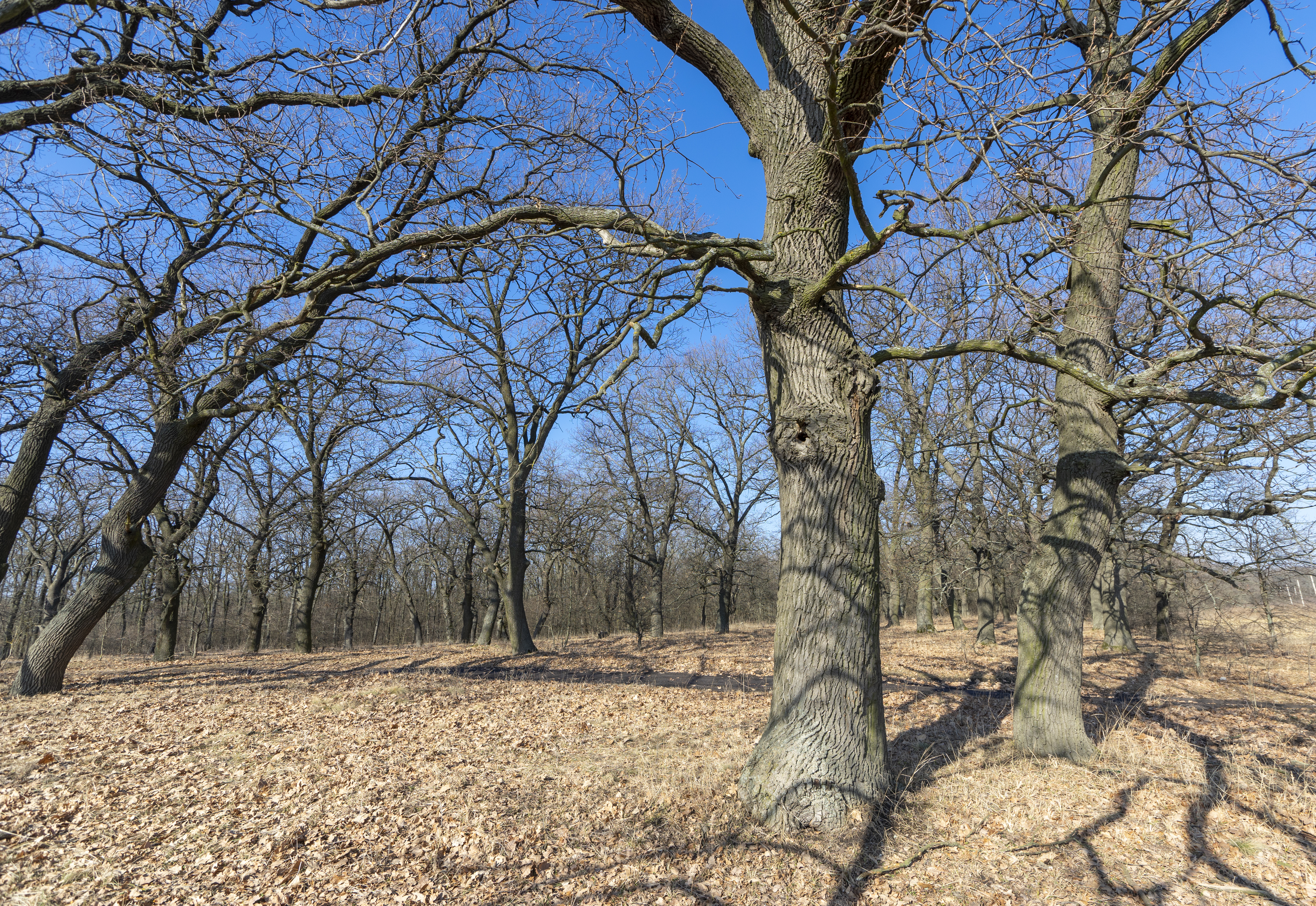

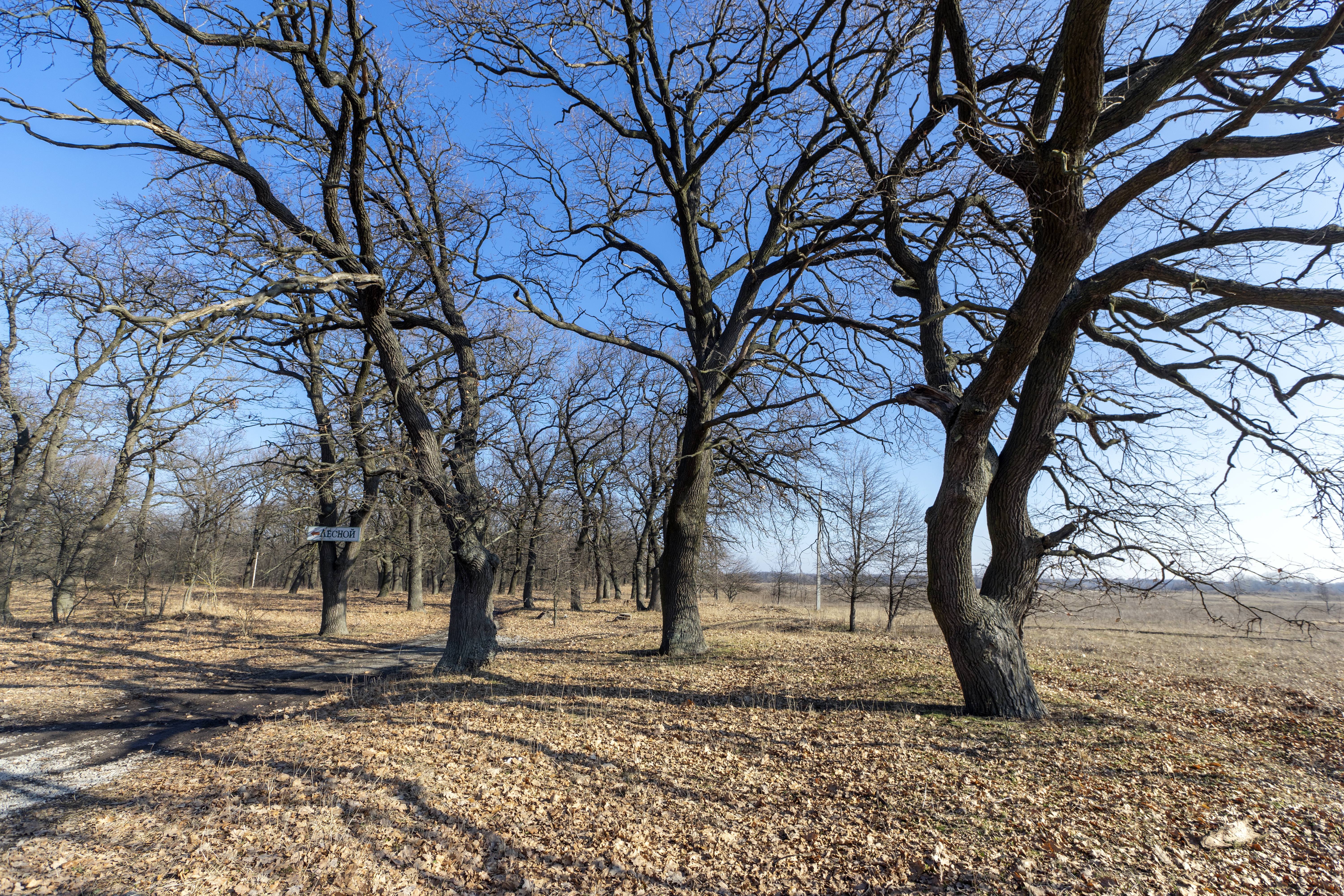

Орлівщанські дубові насадження — ботанічна пам'ятка природи місцевого значення. Пам'ятка природи розташована поблизу с. Орлівщина Самарівського району Дніпропетровської області, Новомосковське лісництво кв. 15, діл. 15.

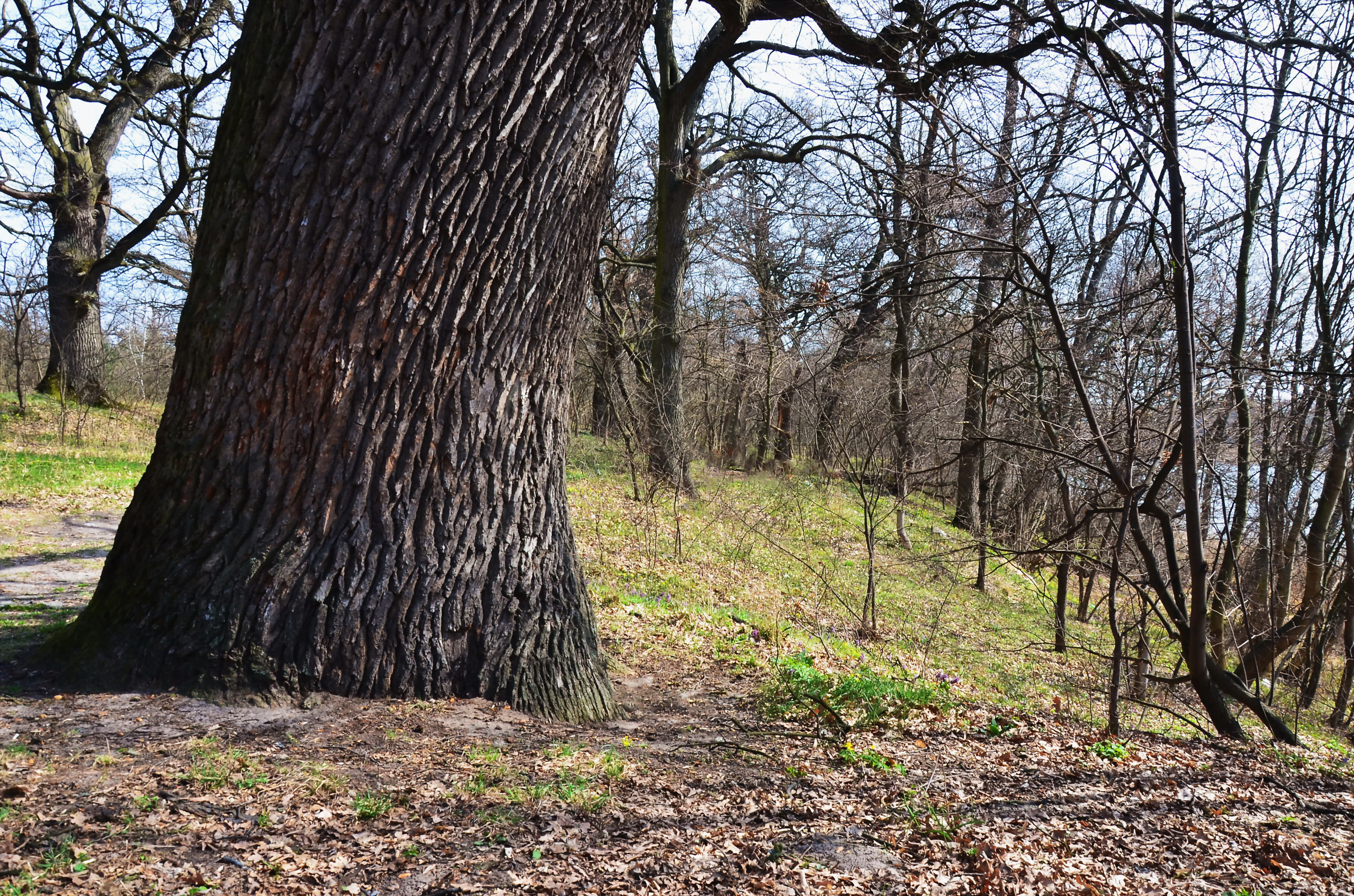
Орлівщанські дубові насадження. Столітні дуби

Площа — 5,4 га, створено у 1972 році.